# Prima Divisione Abruzzo 1951-1952
La Prima Divisione fu il massimo campionato regionale di calcio disputato negli Abruzzi nella stagione 1951-1952.
Avendo deciso la FIGC col Lodo Barassi una radicale riforma dei campionati minori per la stagione successiva, questa edizione si differenziò dalle precedenti in quanto non mise in palio posti per il campionato interregionale, ma fu finalizzata a qualificare le società partecipanti: le migliori avrebbero avuto accesso al nuovo Campionato Regionale (detto di Promozione), mentre le altre squadre non ammesse sarebbero rimaste iscritte al declassato campionato di Prima Divisione.
Per quanto riguarda gli Abruzzi, fu garantito l'accesso al nuovo campionato regionale alle prime cinque di ogni raggruppamento, come eventualmente anche alle seste e alle settime a seconda del numero di retrocesse locali dalla Promozione della Lega Interregionale Centro.

## Girone A

### Squadre partecipanti
| Squadra                | Città (provincia)             | Stagione precedente |
| ---------------------- | ----------------------------- | ------------------- |
| Fiamma Pescara         | Pescara                       |                     |
| S.P. Giulianova        | Giulianova (TE)               |                     |
| A.S. Miglianico        | Miglianico (CH)               |                     |
| F.C. Nereto            | Nereto (TE)                   |                     |
| A.S. Penne             | Penne (PE)                    |                     |
| U.S. Pro Ursus         | Pescara                       |                     |
| S.P. Roseto            | Roseto degli Abruzzi (TE)     |                     |
| A.S. Città Sant'Angelo | Città Sant'Angelo (PE)        |                     |
| A.S. Santegidiese      | Sant'Egidio alla Vibrata (TE) |                     |
| A.S. Teramo            | Teramo                        |                     |

### Classifica finale
|  | Pos. | Squadra           | Pt | G  | V  | N | P  | GF | GS | DR  |
|  | ---- | ----------------- | -- | -- | -- | - | -- | -- | -- | --- |
|  | 1.   | Teramo            | 32 | 18 | 14 | 4 | 0  | 56 | 12 | +44 |
|  | 2.   | Città Sant'Angelo | 23 | 18 | 9  | 5 | 4  | 35 | 25 | +10 |
|  | 3.   | Giulianova        | 20 | 18 | 7  | 6 | 5  | 33 | 24 | +9  |
|  | 3.   | Pro Ursus         | 20 | 18 | 8  | 4 | 6  | 36 | 30 | +6  |
|  | 5.   | Penne             | 19 | 18 | 8  | 3 | 7  | 37 | 32 | +5  |
|  | 6.   | Miglianico        | 17 | 18 | 7  | 3 | 8  | 33 | 32 | +1  |
|  | 7.   | Nereto            | 16 | 18 | 7  | 2 | 9  | 26 | 24 | +2  |
|  | 8.   | Roseto            | 13 | 18 | 6  | 1 | 11 | 27 | 39 | -12 |
|  | 9.   | Fiamma Pescara    | 10 | 18 | 4  | 2 | 12 | 20 | 52 | -32 |
|  | 9.   | Santegidiese      | 10 | 18 | 4  | 2 | 12 | 15 | 48 | -33 |

Legenda:
      Ammesso alle finali per il titolo regionale.
  Ammesso alla nuova Promozione Regionale.
      Retrocesso in Seconda Divisione, che dalla stagione 1952-1953 cambiò nome da Seconda a Prima Divisione.
  Non iscritto la stagione successiva.
Regolamento:
Due punti a vittoria, uno a pareggio, zero a sconfitta.
Pari merito in caso di pari punti.
Note:
Miglianico rinunciatario a fine stagione.
Nereto retrocesso e successivamente riammesso al posto del rinunciatario Miglianico.

## Girone B

### Squadre partecipanti
| Squadra              | Città (provincia)    | Stagione precedente |
| -------------------- | -------------------- | ------------------- |
| Pol. Audace          | Tagliacozzo (AQ)     |                     |
| Dop. Ferroviario     | Avezzano (AQ)        |                     |
| G.S. Dop. Ferrovieri | Sulmona (AQ)         |                     |
| Fiamma               | Vasto (CH)           |                     |
| Pol. Orsogna         | Orsogna (CH)         |                     |
| A.C. Ortona          | Ortona (CH)          |                     |
| Pollutrese           | Pollutri (CH)        |                     |
| A.C. Popoli          | Popoli (PE)          |                     |
| U.S. Pratola Peligna | Pratola Peligna (AQ) |                     |
| A.P. Virtus Lanciano | Lanciano (CH)        |                     |

### Classifica finale
|  | Pos. | Squadra              | Pt | G  | V | N | P | GF | GS | DR |
|  | ---- | -------------------- | -- | -- | - | - | - | -- | -- | -- |
|  | 1.   | Pratola Peligna      | 28 | 18 |   |   |   |    |    |    |
|  | 2.   | Virtus Lanciano      | 27 | 18 |   |   |   |    |    |    |
|  | 3.   | Ortona               | 26 | 18 |   |   |   |    |    |    |
|  | 4.   | Popoli               | 23 | 18 |   |   |   |    |    |    |
|  | 5.   | Orsogna              | 21 | 18 |   |   |   |    |    |    |
|  | 6.   | Ferrovieri Sulmona   | 20 | 18 |   |   |   |    |    |    |
|  | 7.   | Pollutrese           | 12 | 18 |   |   |   |    |    |    |
|  | 7.   | Ferroviario Avezzano | 12 | 18 |   |   |   |    |    |    |
|  | 9.   | Fiamma               | 11 | 18 |   |   |   |    |    |    |
|  | 10.  | Audace               | 0  | 18 |   |   |   |    |    |    |

Legenda:
      Ammesso alle finali per il titolo regionale.
  Ammesso alla nuova Promozione Regionale.
      Retrocesso in Seconda Divisione, che dalla stagione 1952-1953 cambiò nome da Seconda a Prima Divisione.
Regolamento:
Due punti a vittoria, uno a pareggio, zero a sconfitta.
Pari merito in caso di pari punti.

## Finali per il titolo regionale onorifico
|                 | Risultati |                 | Luogo e data           |
| --------------- | --------- | --------------- | ---------------------- |
| Pratola Peligna | 1 - 1     | Teramo          | Ortona, 5 maggio 1952  |
| Teramo          | 3 - 1     | Pratola Peligna | Teramo, 11 maggio 1952 |
|                 |           |                 |                        |

Verdetti
- Teramo campione regionale abruzzese 1951-1952.

## Qualificazioni
L'esito delle qualificazioni dovette confrontarsi da regolamento con gli esiti del sovrastante campionato di Promozione, dal quale alla fine retrocessero 4 club abruzzesi. Fu così che anche le seste classificate della Prima Divisione furono parificate alle squadre che le precedevano in classifica. In più, la chiusura del Miglianico permise alla Lega Regionale Abruzzese di deliberare il ripescaggio anche del Nereto.